# Kanegasaki
Kanegasaki (金ケ崎町 Kanegasaki-chō?) es un pueblo localizado en la prefectura de Iwate, Japón. En octubre de 2018 tenía una población de 15.483 habitantes y una densidad de población de 86,1 personas por km². Su área total es de 179,76 km².

## Geografía

### Municipios circundantes
- Prefectura de Iwate
  - Kitakami
  - Ōshū

## Demografía
Según datos del censo japonés, la población de Kanegasaki se ha mantenido estable en los últimos años.
| Año del censo | Población |
| ------------- | --------- |
| 1995          | 15.923    |
| 2000          | 16.383    |
| 2005          | 16.396    |
| 2010          | 16.325    |
| 2015          | 15.895    |